# Antigua-et-Barbuda aux Jeux olympiques d'été de 2004
Antigua-et-Barbuda participe aux Jeux olympiques d'été de 2004 à Athènes en Grèce du 13 août au 29 août 2004. Il s'agit de sa 7e participation à des Jeux d'été.
La délégation antiguaise comporte 5 athlètes dans 2 sports différents (athlétisme et natation). Aucun de ces 5 athlètes n'a remporté une médaille.

## Résultat

### Athlétisme
Sur trois athlètes participant (2 hommes et 1 femme), seul Brendan Christian a dépassé le stade des séries. Mais il échoue dès le tour suivant en quart de finale.
Hommes
Courses
| Épreuve    | Athlète           | Séries   | Séries | Quarts de finale | Quarts de finale | Demi-finales | Demi-finales | Finale   | Finale |
| Épreuve    | Athlète           | Résultat | Rang   | Résultat         | Rang             | Résultat     | Rang         | Résultat | Rang   |
| ---------- | ----------------- | -------- | ------ | ---------------- | ---------------- | ------------ | ------------ | -------- | ------ |
| 100 mètres | Daniel Bailey     | 10.51    | 6e     | -                | -                | -            | -            | -        | -      |
| 200 mètres | Brendan Christian | 20.71    | 5e Q   | 20.63            | 7e               | -            | -            | -        | -      |

Femmes
Courses
| Épreuve    | Athlète        | Séries   | Séries | Quarts de finale | Quarts de finale | Demi-finales | Demi-finales | Finale   | Finale |
| Épreuve    | Athlète        | Résultat | Rang   | Résultat         | Rang             | Résultat     | Rang         | Résultat | Rang   |
| ---------- | -------------- | -------- | ------ | ---------------- | ---------------- | ------------ | ------------ | -------- | ------ |
| 100 mètres | Heather Samuel | 12.05    | 6e     | -                | -                | -            | -            | -        | -      |

### Natation
L'équipe de natation est composé de deux athlètes (1 homme et 1 femme): Malique Williams et Christal Clashing.
| Athlète          | Épreuve         | Séries | Séries | Demi-finales | Demi-finales | Finale | Finale |
| Athlète          | Épreuve         | Temps  | Rang   | Temps        | Rang         | Temps  | Rang   |
| ---------------- | --------------- | ------ | ------ | ------------ | ------------ | ------ | ------ |
| Malique Williams | 50 m nage libre | 32.86  | 7e     | -            | -            | -      | -      |

| Athlète           | Épreuve         | Séries | Séries | Demi-finales | Demi-finales | Finale | Finale |
| Athlète           | Épreuve         | Temps  | Rang   | Temps        | Rang         | Temps  | Rang   |
| ----------------- | --------------- | ------ | ------ | ------------ | ------------ | ------ | ------ |
| Christal Clashing | 50 m nage libre | 31.55  | 4e     | -            | -            | -      | -      |